# Dr. Linus (Lost)
2010. március 9-én került először adásba az amerikai ABC csatornán a sorozat 110. részeként. Edward Kitsis és Adam Horowitz írta, és Mario Van Peebles rendezte. Az epizód Benjamin Linus-centrikus.
|  | Alább a cselekmény részletei következnek! |

## Tartalom
Az előző részek tartalmából: Nemezis Ben segítségével megölte Jacobot, akinek üzeneteit követve Jackék eljutottak egy világítótoronyba. A doki itt meglátta a nevét egy tárcsára írva. Jacob elmondta Hurley-nek, hogy Jacknek dolga van a Szigeten, de nem mondhatja el, mi az, magától kell rájönnie. Emellett Reyest és Shephardöt el kellett csalnia a templomtól, ahova egy gonosz ember érkezett meg, azaz Nemezis. Flocke füst formában berontott az épületbe, és megölte azokat, akik nem álltak át mellé. Ben megpróbálta Sayidot magával hívni, de az iraki inkább Nemezissel tartott.

## A sziget, 2007
Ben lélekszakadva rohan a dzsungelben, mígnem elesik. A közelben fáklyás embereket lát, feléjük veszi az irányt, hamarosan utol is éri Ilanaék csoportját. Közli velük, hogy Sayid megölte Dogent és a tolmácsot, majd felhozza, hogy a partra kellene menniük, mert ismerik azt a területet, és vizük is lesz, remélhetőleg biztonságosan ellehetnek ott. Ilana beleegyezik az ötletbe, így elindulnak a tábor felé.
Linus elmondja Miles-nak, hogy ugyanaz a valami volt a templomban, ami megölte Ilana barátait. Az említett nő megfordul, és indulatosan hozzáteszi, Jacobbal is ő végzett. Linus helyesel, ám Ilana gyanakszik. Átadja Straume-nak azt a tasakot, amibe Jacob hamvait helyezte, és megkéri, mondja el, mi történt vele. Miles magához veszi a maradványokat, és hamarosan ki is jelenti, Benjamin ölte meg egy késsel. Ben ezt nevetségesnek tartja. Ilana megköszöni a segítséget, és közli, Jacob szinte olyan volt neki, mint az apja. A csapat reggelre eléri a partot, neki is látnak rendbe tenni a területet. Linus próbálja meggyőzni Ilanat, hogy Miles megbízhatatlan, de a nő hozzá sem szól.
Sun szeretné tudni, meddig maradnak még a parton, hiszen meg akarja találni Jint. Ilana megnyugtatja, ő is meg akarja találni, mivel Kwon a vezetékneve, és nem tudja, melyiküket kell megvédenie. Sun értetlenül áll, erre Ilana elmondja neki, ők is kiválasztottak lehetnek Jacob helyére, akár őt is választhatják. Kwon a többes szám jelentéséről érdeklődik. Ilana felfedi, már csak hat kiválasztott maradt, őket kell megvédenie.
Jack felébreszti Hurley-t, mert indulni akar. Azon vitatkoznak, melyik út vezet vissza a templomhoz. Ekkor megjelenik Richard, és közli, mindketten tévednek, ő tudja a helyes utat. A doki úgy dönt, követi Alpertet, a kissé haragos Hugo is velük tart.
Ben Sawyer sátrában kutat hasznos dolgok után. Talál egy Oceanic palackot, és nosztalgiázni kezd a zuhanás napjáról. Frank megjegyzi, ő vezette volna a gépet, ám elaludt, de már gondolt arra, mennyire más lett volna az élete, ha mégis övé lett volna a járat. Benjamin rámutat, hogy nem különbözött volna sokban a mostanitól, hiszen a Sziget végül elkapta őt. Egy pillanattal később Ilana fegyvert szegez Linus nyakára, és felszólítja, hogy mozogjon. Elviszi a temetőhöz, a földre parancsolja, a lábát egy drótkötéllel rögzíti egy fához, és felszólítja, hogy ásson. Ben értetlenkedik, ezért a nő felvilágosítja. Mivel megölte Jacobot, meg kell ásnia a saját sírját.
Miles ételt visz Bennek, de a férfi nem akar enni. Inkább megpróbálja rávenni a férfit, hogy szabadítsa ki, cserébe mikor kijut a Szigetről, a barátaival elintézteti, hogy Straume megkapja azt a 3,2 millió dollárt, amit korábban követelt tőle. Miles nem él az ajánlattal, mivel tudja, hogy a közelükben temették el élve Nikkit és Paulot, akiknél 8 millió dollárt érő gyémántok vannak. Linus kétségbeesetten próbál védekezni, azt hozza fel, hogy Jacobot nem is érdekelte, meghal-e. Straume felvilágosítja, hogy nagyon is érdekelte, a második késszúrásig abban reménykedett, hogy félreismerte Bent, ám úgy látszik, nem tévedett. Ezt követően elsétál, Ilana pedig Benjamin lába elé lő, és felszólítja, ásson tovább.
Hurley megpróbálja megtudni Richardtól, miért nem öregszik, ám a férfi nem próbálja meg elmagyarázni, szerinte túl bonyolult lenne, csak annyit mond, hogy Jacob ajándékozta meg ezzel. Ekkor megérkeznek a Fekete Sziklához. Hugo szóvá teszi, hogy a templomhoz indultak, erre Alpert kijelenti, hazudott, nemrég járt ott, mindenki meghalt, de Sayidot és Kate-et nem találta ott. Jack megkérdezi Reyes-t, tudott-e erről. Hurley felfedi, hogy Jacob utalt rá valamilyen szinten. Richard megdöbbenve kérdezi, beszélt-e Jacobbal. Miután Hugo igennel felelt, azt mondja neki Alpert, hogy ne higgye el Jacob egy szavát se. Ezt követően elindul a hajó belsejébe, hogy elintézzen valamit. Jack megkérdezi, mit akar csinálni. Alpert azt válaszolja, meg akar halni.
Ben még mindig ássa a sírját, már egyre mélyebbre jut. Eközben Richard a Fekete Szikla belsejében közelről szemügyre vesz egy láncot és a hajótesten lévő kaparásokat. Elmondja Jacknek, hogy már járt itt, és bár időtlen idők óta a Szigeten él, most tér vissza először ide. Elsétál egy dobozhoz, amiből kivesz egy rúd dinamitot, és kanócot helyez bele. Hurley attól fél, hogy Alpert fel akarja robbantani magát, ám a férfi közli, nem tudna végezni magával, ezért szeretné megkérni Jackéket, hogy ők öljék meg. Tudatja a többiekkel, hogy Jacob megérintette őt, és ha Jacob valakit megérint, akkor ajándékot ad neki, habár ő ezt az ajándékot inkább átoknak gondolja. Szavai nyomatékosítására egy hordóra dobja a dinamitot, de az nem robban fel. Elmondja, hogy elképzelhetetlenül hosszú életét egy olyan ember szolgálatában töltötte, aki azt mondta, minden okkal történik, és hogy van egy terve, aminek ő is része, de csak akkor mondja el ezt a tervet, ha eljön az ideje. Mivel Jacob meghalt, értelmetlené vált az élete, így meg akar halni. Viszont ha ő gyújtja meg a dinamit kanócát, nem fog felrobbanni a rúd, éppen ezért van szüksége Jackre. Hozzáteszi, hogy elég hosszú a kanóc, így lesz idejük kijutni a hajóból. Hurley megpróbálja lebeszélni a dokit, de ő mégis belemegy a tervbe. A lámpásával meggyújtja kanócot, ám nem távozik, hanem leül Richard mellé, hogy beszélgessenek. Alpert szinte meg sem bír szólalni a döbbenettől, Hugo pedig egy kisebb vita után elrohan. Shephard közli Richarddal, nemrég egy világítótoronyban voltak, ahol egy tárcsán az ő neve is szerepel, és a tükörben az ő háza látszik. Tudja, hogy Jacob egész életében figyelte, és az volt a célja, hogy ezt ő is megtudja, ezért nem hiszi, hogy Jacob hagyná felrobbanni. Alpert szerint Jack nagyot kockáztat, ám a doki teljesen biztos érvelésében. A kanócon végigfutó láng vészesen megközelíti a dinamitot, de pár centivel előtte kialszik, amit Shephard mosolyogva nyugtáz. Richard teljesen megdöbben, úgy gondolja, Jack tudja a válaszokat, amiket ő nem, így meg is kérdezi, mit fognak csinálni. A doki csak annyit mond, visszamennek oda, ahonnan indultak.
Ben a sírjának ásása közben meghallja a szörny hangját. Körbenéz, de nem lát semmit. Ekkor a háta mögül Nemezis üdvözli. Egy bokor mögé bújt, hogy a tábor szélén mászkáló Ilana ne láthassa meg. Linus hozzávágja, mivel Flocke nyomására megölte Jacobot, meg kell halnia. Nemezis tudatja vele, ő nem kívánja a halálát, valójában vissza is ment érte a szoborhoz, de már nem találta ott. Benjamin tudni akarja, miért ment érte vissza, erre Flocke közli, egy csoportot gyűjt, akikkel elhagyják a Szigetet, és kellene valaki, aki helyette átveszi a Sziget irányítását, ő pedig Bent szeretné. Nemezis egy kisebb intésével kiszabadítja Benjamint, és elmondja neki, a Hidra állomás szigetén lesznek, csatlakozzon hozzájuk. Egy puskát is hagyott neki 200 méterre egy fának támasztva, azzal megszabadulhat Ilanatól. Flocke elsétál, Linus kis gondolkodás után futásnak ered, Ilana pedig üldözni kezdi.
Benjamin megtalálja a puskát, amit Nemezis hagyott hátra neki. Célba veszi az őt üldöző nőt, aki megáll, és eldobja a fegyvert. Linus mégsem lövi le, magyarázkodni akar. Közli vele, tudja, hogy érez, mert végignézte, ahogy a saját lányát megölik, pedig megmenthette volna. Ő Jacob miatt mégis a szigetet választotta, de ez nem is érdekelte őt. Azért szúrta le, mert dühös és zavarodott volt, attól félt, hogy elveszti a hatalmát, ami a leginkább számított neki. Csak később tudatosult benne, hogy a legfontosabbat, Alexet már elvesztette. Kijelenti, hogy sajnálja Jacob halálát, de nem kéri, hogy Ilana bocsásson meg neki, mert ő sem tud megbocsátani magának. Csak azt kéri sírva, hogy engedje el, hadd menjen Locke-hoz, mert ő az egyetlen, aki még befogadja. Ilana megnyugtatja, ő is befogadja. Ezzel visszaindulnak a partra.
Ilana visszaéve a partra félrevonul, Ben pedig felajánlja a segítségét Sunnak. Frank tábortüzet rak, Miles a gyémántokat nézegeti. Ekkor megérkezik Jack, Hurley és Richard is. Hatalmas az öröm, boldogan üdvözlik egymást, egyedül Ben és Richard állnak az ölelkezők csoportján kívül.
A közelben egy tengeralattjáró periszkópja emelkedik ki a vízből, és egy egyenruhás férfi szemügyre veszi a parton álló embereket. Tudósít a látottakról a felettesének, s megkérdezi, megálljanak-e. Charles Widmore azt feleli, haladjanak tovább a terv szerint.

## Flash-sideways, 2004
Ben történelemórát tart a középiskolában, épp arról beszél, hogy Napóleon rettegett hatalma elvesztésétől. Ekkor kicsengetnek, a diákok szedelőzködni kezdenek, őt pedig az iskola igazgatója hívja magához. Kijelenti, hogy Dr. Linus nem tarthatja meg a történelemszakkörét, helyette a büntetésben lévőkre kell felügyelnie. Benjamin eleinte tiltakozik, de az igazgató helybenhagyja. Ben ebéd közben Dr. Arzt panaszkodását hallgatja, és egyet is értenek, hogy az igazgató nem foglalkozik a gyerekekkel, a felszerelés is idejétmúlt. A közelükben ülő Locke ekkor megszólal, felhozza, hogy akkor talán Bennek kéne lennie az igazgatónak, úgy tűnik, ő foglalkozik a diákokkal.
Otthon Ben a beteg apját gondozza, közben pedig arról panaszkodik, mekkora vesztes, még a szakkörét is elvették. Roger szomorúan közli, nem ilyen életet akart fiának. Azért csatlakozott a Dharma Kezdeményezéshez, hogy őt támogassa, és már bánja, hogy elhagyták a Szigetet, ahol talán akár vezető is válhatott volna Benből. Éppen nekilátnak vacsorázni, mikor csengetnek. Alex az, aki arról érdeklődik Dr. Linus-nál, miért maradt el a szakkör. Ben felvilágosítja a helyzetről, mire a lány aggódni kezd, hiszen pénteken vizsgája lesz, és kellene a segítség. Benjamin felajánlja neki, hogy másnap reggel 7-kor találkozzanak a könyvtárban, ott foglalkozik vele. Alex megköszöni a segítséget, hozzáteszi, hogy Dr. Linus a legjobb, majd vidáman távozik.
Később a könyvtárban tart történelemfoglalkozást Alexnek, ám a lány nagyon izgul, nem jutnak eszébe dolgok, attól fél, hogy nem fog átmenni a teszten, és nem tudják majd fizetni a Yale tandíját, az anyja így is két helyen dolgozik, hogy a lakbért fizetni tudják. Linus megnyugtatja, hogy ő az egyik legokosabb diákja, biztosan át fog menni a vizsgán, csak túldramatizálja az egészet. Felajánlja, hogy ír egy ajánlólevelet. Alex ezt visszautasítja, mondván hogy neki olyan kell, aki a Yale-re járt, de csak egy ilyet ismer, a perverz igazgatót. Benjamin kapva kap a szón. Alex elmondja neki, hogy pár hónappal korábban hallotta, ahogy az igazgató az iskolai nővérrel szeretkezett a gyengélkedő melletti szobában, ahol a gyerekeket szokták vizsgálni. Szerinte ez undorító, Ben is ezt a véleményt osztja, de megígéri, hogy senkinek sem beszél a hallottakról.
Benjamin meglátogatja Arztot, aki épp a diákok szörnyű dolgozatai miatt háborog. Megkéri Leslie-t, hogy jusson be Reynolds igazgató e-mail fiókjába, hogy elolvashassa a leveleket. Arzt először visszakozik, ám végül beleegyezik, cserébe azt kéri, hogy ha Benjamin lesz az igazgató, akkor kapjon egy másik parkolóhelyet és új felszereléseket a laborba. Linus belemegy az üzletbe, mire Arzt viccesen kijelenti, Ben egy igazi gyilkos.
A férfi meglátogatja Reynolds igazgatót, és átadja neki azokat az e-maileket, amiket a nővérrel váltott. Megzsarolja, hogy ezeket a leveleket eljuttatja a feleségének és az iskola vezetőinek is, ha nem mond le, és jelöli őt a helyére. Reynolds teljes nyugalommal visszazsarolja Benjamint. Ha kiderülnek a levelezései, akkor Alex ajánlólevelében nem fog kiállni amellett, hogy a lányt felvegyék a Yale-re, ezzel tönkreteszi a jövőjét és az életét is.
Másnap belép az igazgatói irodába. Szemügyre veszi az asztalt, felemeli az igazgatói névtáblát, majd az asztal mögé sétál, és éppen lepakolni készül. Ekkor benyit Alex, aki azért jött, hogy megköszönje Reynolds igazgatónak a csodálatos ajánlólevelet. Megkérdezi Benjamint, van-e valami köze hozzá, mert hihetetlenül jó lett a levél, erre Linus azt mondja, ő nem játszott közre benne, valószínűleg Reynolds is észrevette a tehetségét. Az említett személy meg is érkezik, és meglepve veszi észre Bent. A történelemtanár közli, csak az elzárással kapcsolatos iratokat hozta, ahogy az igazgató kérte. Búcsúzóul megkérdezi Alexet, találkoznak-e a szakkörön, hiszen Reynolds talált mást, aki a büntetett diákokra felügyel. Az udvaron Arzt megkérdezi Benjamint, sikerült-e az akció. Linus kijelenti, nem tette meg, erre Leslie reakciója csak az, hogy mi lesz a parkolóhelyével? Ben felajánlja neki az övét, mire Arzt csalódottan elsétál. Benjamin hátrafordulva látja, ahogy a boldog Alex kijön az irodából, és elindul órára. Linus nézi egy darabig, majd mosolyogva elsétál.
|  | Itt a vége a cselekmény részletezésének! |